# Toracotomia

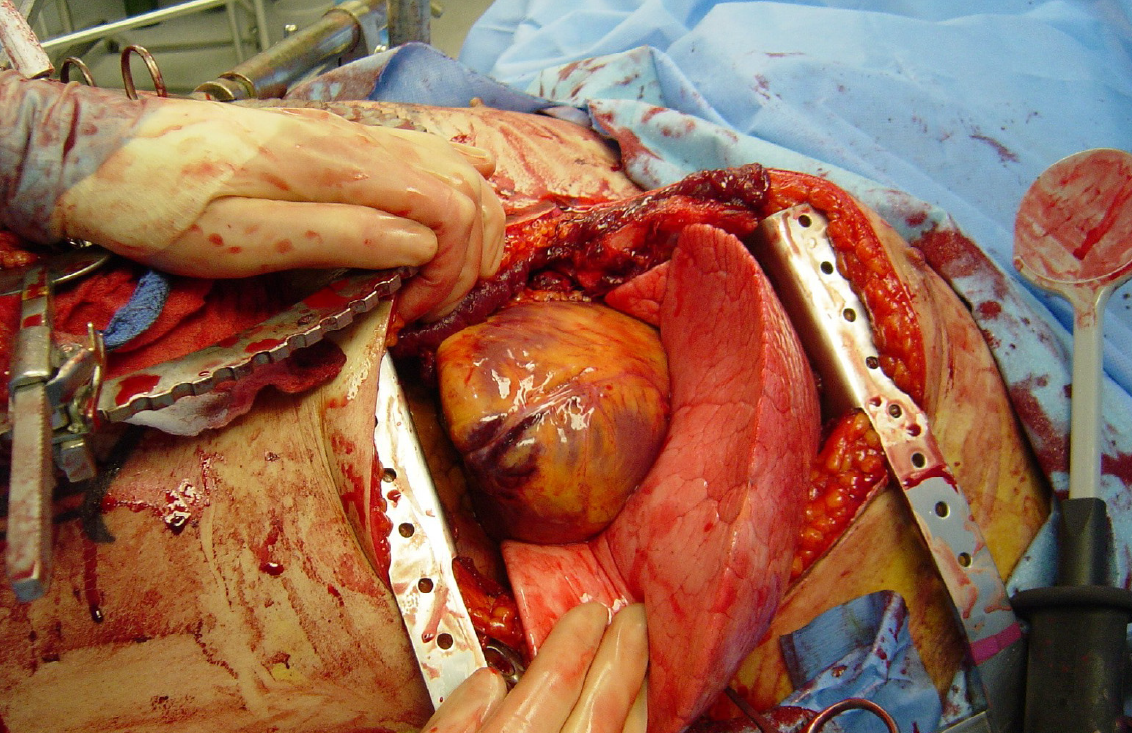
Uma incisão de toracotomia realizada através do quarto ou quinto espaço intercostal com separadores de costelas para aumentar a visibilidade da cavidade pleural

Por toracotomia compreende-se qualquer abertura da cavidade torácica visando examinar as estruturas expostas cirurgicamente, seja para a coleta de material para diagnóstico laboratorial ou remoção/correção de partes lesadas.
Trata-se de um procedimento muito utilizado na prática cirúrgica, tanto para diagnóstico quanto para resolução de problemas que acometem o tórax. Semanticamente, a palavra toracotomia, significa qualquer abertura do tórax. Cirurgicamente, entretanto, deve-se distinguir as simples cirurgias na cavidade torácica (como por exemplo, os acessos de drenagem) de uma larga incisão para intervenção em órgãos endotorácicos.
Através de uma toracotomia pode-se tratar e investigar lesões encontradas na parede torácica, pleura, pulmões, traquéia, brônquios, pericárdio, grandes vasos, esôfago, mediastino, diafragma e abdômen superior. Por envolver órgãos endotorácicos tal procedimento produz um nível significativo de estresse ao sistema cardiorrespiratório.

## Classificações e definições das principais incisões torácicas (toracotomias)
Não existe uma única técnica para realização de uma toracotomia, existem diferentes variantes técnicas, todas com fins terapêuticos ou diagnósticos. Didaticamente elas podem ser classificadas em dois grandes grupos com suas subdivisões:
- Toracotomia Simples
  - Toracotomia unilateral ou hemitorácica

1. anterior
2. axilar
3. ântero-lateral
4. póstero-lateral
5. póstero-látero-anterior

- - Toracotomia mediana

1. por incisão vertical
2. por incisão arciforme
3. por incisão em ômega

- - Toracotomia bilateral

- Toracotomia Combinada

- - Por incisão tóraco-abdominal

1. variedade unilateral
2. variedade mediana

- - Por incisão toracocervical

1. variedade unilateral
2. variedade mediana